# Nicola Michetti

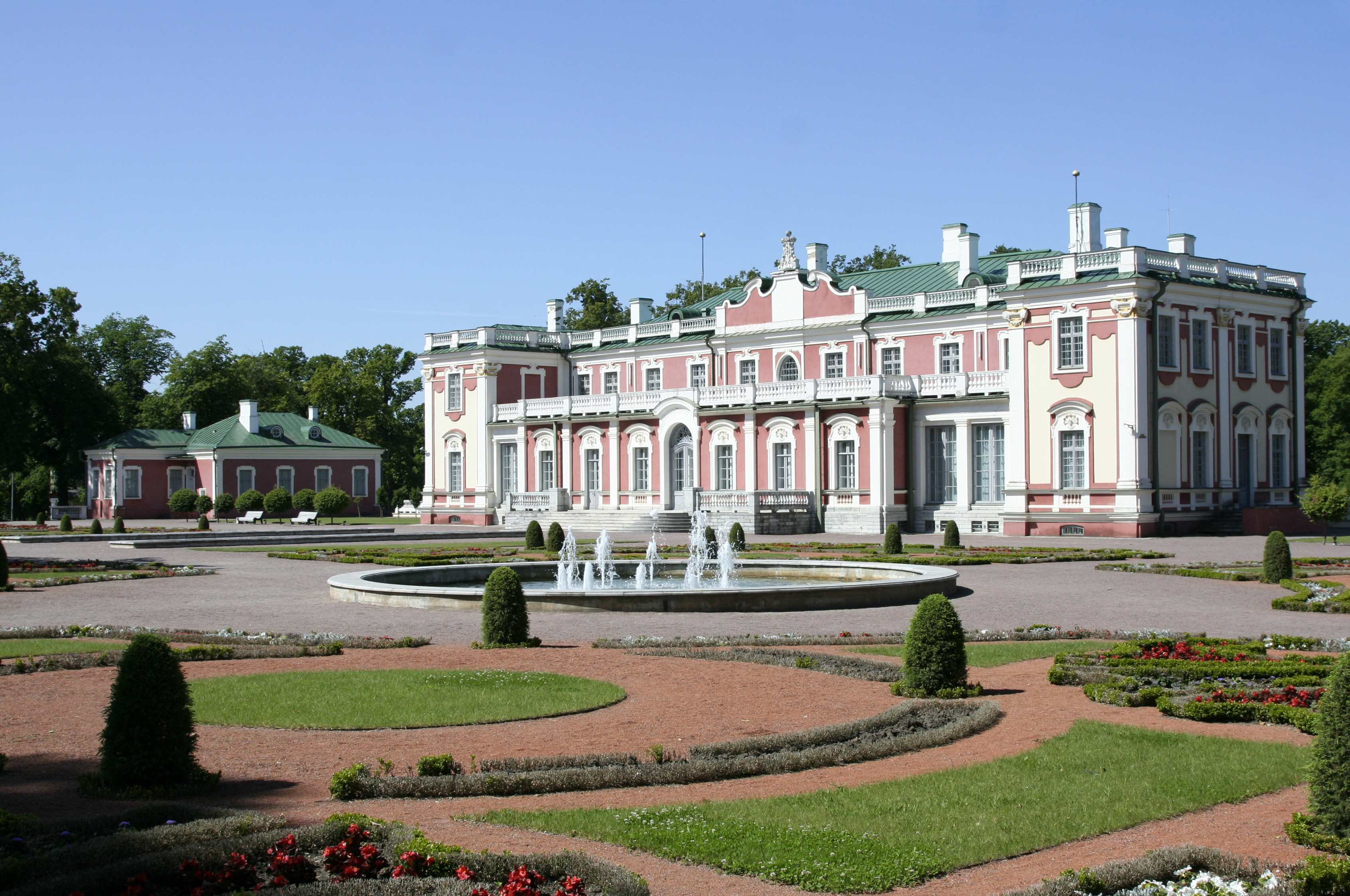
Vista del castell de Catharinenthal

Nicola Michetti (Venècia, 7 de desembre de 1675 - Roma, 12 de novembre de 1759) va ser un arquitecte barroc italià actiu a l'Imperi rus.

## Biografia
Nicola Michetti —conegut amb el nom de Niccolò— era el tercer de nou germans, fill de Francesco, criat, i d'Anna Riccardi, la seva esposa. Es va casar amb Marie-Catherine Fiascone l'any 1702. L'any 1704, al començament de la seva carrera, l'arquitecte italià és contractat per a la realització d'alguns dibuixos i pintures sobre tela per als sostres del Belvedere. Segueix algun temps Carlo Fontana, el superintendent de la restauració dels palaus del Vaticà. Michetti és alumne de Carlo Fontana i recupera els colors i altres convencions gràfiques dels plans i de les seccions concebudes pel mestre.
També dirigeix l'obra de la reconstrucció de la basílica dels Apòstols l'any 1709.
Després de la mort de Carlo Fontana l'any 1714, Michetti busca encàrrecs públics com ho proven els dibuixos que daten de 1713 per al bisbat de Sulmona, ciutat destruïda per un terratrèmol l'any 1706, i la seva participació en el concurs de la sagristia. El cardenal G. Sacripant li encarrega la restauració d'una capella de la catedral de Narni, la seva ciutat natal a Úmbria, i a Roma la reparació de la capella de Sant Ignasi destinada a protegir la seva sepultura. Va treballar de 1717 a 1723 a l'església de Sant Pere de Zagarolo.
JI Kologrivov, agent diplomàtic de Pere el Gran a Roma, convida a Michetti a establir-se a Sant Petersburg, convencent-lo mitjançant la perspectiva de premis i notorietat. De fet, gràcies a aquesta tasca que, tot i ser breu, Michetti es va adaptar a diferents condicions ambientals, laborals i docents, inspirades en el mestre Fontana. El tsar li va encarregar el disseny del Palau de Kadriorg, la seva residència a Tallinn, així com el palau i els jardins de Strelna. A la mort de Le Blond, cap del pla urbà de Sant Petersburg, Michetti va ser nomenat arquitecte i va dissenyar els edificis, bulevards, fonts i jardins de Peterhof. Tots els projectes vinculats a les reformes de Petrine, però, van quedar en paper com el pla per a una universitat o el jardí de Pierre. Així mateix, mai no es van dur a terme projectes per a la nova catedral a la punta de l'illa de Vassilevska i el far de Kronstadt, indicant a les naus la proximitat de la ciutat. La partida de l'arquitecte el 1723 va ser motivada per la necessitat de controlar la despesa en marbre d'Itàlia per Peterhof i de limitar els costos, a causa de la despesa militar, després de la mort de Pere I.
De tornada a Roma, gràcies a la notorietat adquirida en el transcurs de la seva estada a Rússia, Michetti obté el títol de cavaller i l'elecció com a arquitecte a l'Acadèmia de S. Luca. Dibuixa l'any 1731-1732 la façana occidental del palazzo Colonna. Climent XII nomena Michetti arquitecte de la cambra apostòlica l'any 1730 i li confia l'ampliació de l'església de Castel San Pietro de Palestrina. Malgrat la confiança del papa, Michetti no s'acontenta amb la seva càrrega d'arquitecte modest d'edificis públics. Fa també relacions de confiança amb les grans famílies de la noblesa, com els Falconieri; així, el príncep Mario li deixa una pensió mensual de 35 corones.
Michetti mor a casa seva a Roma, davant de la plaça Margana. Després de la seva mort, el seu ajudant N. Forti el va succeir, com a arquitecte d'edificis sagrats.